# Francesco Rizzo
Pour les articles homonymes, voir Rizzo.
Francesco Rizzo, né le 30 mai 1943 à Rovito en Calabre et mort le 17 juillet 2022, est un joueur de football international italien, qui évoluait au poste de milieu de terrain, avant de devenir dirigeant sportif.

## Biographie

### Carrière de joueur

#### Carrière en club

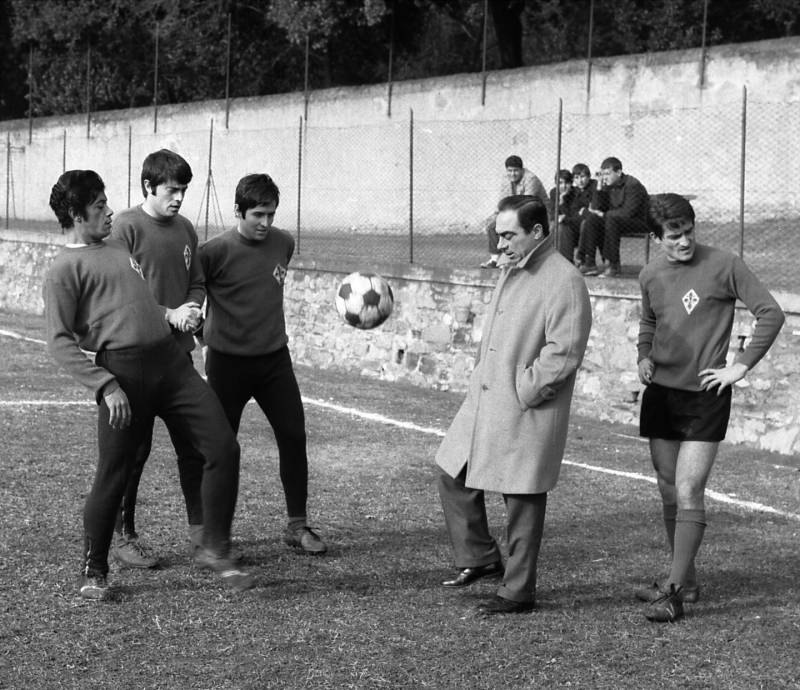
Amarildo, Merlo, De Sisti, l'entraîneur Pesaola et Rizzo avec la Fiorentina ; c. 1968.

Avec le club de la Fiorentina, il remporte un championnat d'Italie, et atteint la finale de la Coupe des Alpes en 1970, en étant battu par l'équipe suisse du FC Bâle.
Il dispute un total de 486 matchs dans les championnats italiens, inscrivant 77 buts. Il réalise sa meilleure performance lors de la saison 1966-1967, où il marque 10 buts.
En Coupe d'Europe des clubs champions, il joue 4 matchs, sans inscrire de but. En Coupe de l'UEFA, il marque un but face à l'équipe belge d'Anderlecht.

#### Carrière en sélection
Avec l'équipe d'Italie, il joue 2 matchs et inscrit 2 buts en 1966. Il reçoit sa première sélection le 14 juin contre la Bulgarie, match au cours duquel il inscrit deux buts. Il joue son second match le 22 juin 1966 face à l'Argentine.
Il figure dans le groupe des sélectionnés lors de la Coupe du monde de 1966. Lors du mondial organisé en Angleterre, il ne joue aucun match.

## Palmarès
| Cosenza - Championnat d'Italie D3 (1) : - Champion : 1960-61. |  | Alexandrie - Championnat d'Italie D2 (1) : - Champion : 1963-64. |  | Fiorentina - Championnat d'Italie (1) : - Champion : 1968-69. - Coupe des Alpes : - Finaliste : 1970. |

 Genoa
- Championnat d'Italie D2 (1) :
  - Champion : 1975-76.